# Полково
По́лково — деревня  в Рязанском районе Рязанской области. Входит в Заборьевское сельское поселение.   

## Название
Есть много вариантов и происхождений названия деревни, самая основная это полки, которые в 1800 году отправил сюда император Павел Первый, чтобы отдохнуть перед дорогой в Санкт-Петербург, до которого отсюда около 1000 километров.

## География
Стоит при автодороге Большое Рязанское кольцо.
В деревне всего 18 улиц, самая длинная и протяженная — Колхозная.

## История
В 2015 году в деревне  открыт жилой комплекс Виктория парк. С 2018 года началась реализация проекта Новое Полков.

## Население
| 1859 | 1897 | 1906 | 2010 |
| ---- | ---- | ---- | ---- |
| 609  | ↗814 | ↗978 | ↘555 |

## Достопримечательности
Полково славится своей природой и лесами, здесь в 1930-х годах работал известный писатель Константин Паустовский, в честь него здесь названа тропа по которой он ходил со своим другом, которого звали Аркадий Гайдар. Зимой здесь необычайно красиво, также в лесу есть Горев колодец, есть много легенд, связанных с его появлением, по одной из них сюда ударила молния, с тех пор этот колодец святой, некоторые ходят сюда молиться.

## Транспорт
Автобусное сообщение с райцентром. Остановка общественного транспорта «Полково». 